# Jim Hagemann Snabe
Jim Hagemann Snabe, född 27 oktober 1965 i Egedal i Danmark, är en dansk data- och systemvetare samt företagsledare.
Jim Hagemann Snabe växte mellan två och nio års ålder upp i Nuuk i Grönland, där hans far arbetade som helikopterpilot. Han utbildade sig på Handelshøjskolen i Aarhus 1984-1990 och arbetade därefter inom framför allt SAP, där han bland annat var vd för SAP:s svenska dotterföretag, chef för företagets hela nordiska verksamhet samt 2010-2014 tillsammans med Bill McDermott (född 1961) global chef.
Han var 2017-2022 ordförande i styrelsen för A.P. Møller-Mærsk och tillträdde 2017 också som ordförande i styrelsen för Siemens AG. Mellan december 2022 och första halvåret 2024 var han ordförande i styrelsen för Northvolt AB.